# Театр абсурда (мини-фильм)
«Театр абсурда» — фильм 2011 года режиссёра и сценариста Максима Апрятина. Продюсер и исполнитель главной роли — популярный российский певец Дима Билан.
Премьера фильма должна была состояться в декабре 2010 года на крупнейшем видеохостинге YouTube. Однако премьера мини-фильма состоялась только 1 февраля 2011 года..
Фильм снимался летом 2010 года в Москве и Московской области. Сцена в пустыне снималась в Калининградской области.
В результате долгой работы во время аномальной жары получился короткометражный фильм в стиле артхаус. Фильм состоит из монологов, которые читает Дима Билан, по мотивам одноимённой новеллы Максима Апрятина, цитат из Экклезиаста и отрывков записей Джима Моррисона. Так же в фильме звучит новая песня Димы Билана «Он хотел», которая войдёт в новый альбом певца под названием «Мечтатель».

## Продолжение
Летом 2011 года начнутся съёмки 2 части фильма. Второй фильм будет носить название «Театр Абсурда 2. Хранитель океана грёз». Премьера намечена на 2012 год.

## В ролях

### Главные роли
- Дима Билан
- Татьяна Дробышева

### Роли второго плана
- Оля Кровь — Блуд № 1
- Ken Vegan — Блуд № 2
- Андрей Сандалов — Зависть
- Сергей — Серебролюбие
- Андрей Чёрный — Уныние
- Артур К. — Гордость
- Аркадий Логунов — Чревоугодие
- Роман Энзимов — Гнев № 1
- Майло — Гнев № 2
- Максим Апрятин — Горожанин в пустыне